# 조선로동당 대표자회

조선로동당의 구조

조선로동당 대표자회(朝鮮勞動黨代表者會) 또는 북조선로동당 대회(北朝鮮勞動黨大會)는 조선로동당의 당대회이다. 이론적으로 당 내의 최고 권력기관이다.

## 역대 당대회 및 대표자회

### 당대회
- 북조선로동당 제1차 대회 (1946년)
- 북조선로동당 제2차 대회 (1948년)
- 조선로동당 제3차 대회 (1956년)
- 조선로동당 제4차 대회 (1961년)
- 조선로동당 제5차 대회 (1970년)
- 조선로동당 제6차 대회 (1980년)
- 조선로동당 제7차 대회 (2016년)
- 조선로동당 제8차 대회 (2021년)

### 대표자회
- 조선로동당 제1차 대표자회 (1958년)
- 조선로동당 제2차 대표자회 (1966년)
- 조선로동당 제3차 대표자회 (2010년)
- 조선로동당 제4차 대표자회 (2012년)

## 같이 보기
- 조선로동당 중앙위원회
  - 조선로동당 중앙정치국
  - 조선로동당 중앙정무국
- 조선로동당 중앙군사위원회
- 조선로동당 중앙검사위원회
- 조선로동당 중앙위원회 총비서